# Aventignan
 Aventignan  (en occitano Aventinhan) es una población y comuna francesa, situada en la región de Mediodía-Pirineos, departamento de Altos Pirineos, en el distrito de Bagnères-de-Bigorre y cantón de Saint-Laurent-de-Neste.

## Demografía
| 511 | - | 430 | 275 | 261 | 238 | 272 | 225 | 216 | 208 | 180 | 179 | 179 |
| Para los censos de 1962 a 1999 la población legal corresponde a la población sin duplicidades (Fuente: INSEE [Consultar]) |   |     |     |     |     |     |     |     |     |     |     |     |